# Medagliati olimpici nella lotta greco-romana
Elenco dei vincitori di medaglia olimpica nella lotta greco-romana.

## Medagliere
Aggiornato a Rio de Janeiro 2016. In corsivo le nazioni (o squadre) non più esistenti.
| Pos | Nazione                   | Oro | Argento | Bronzo | Totale |
| --- | ------------------------- | --- | ------- | ------ | ------ |
| 1   | Unione Sovietica          | 34  | 16      | 10     | 60     |
| 2   | Svezia                    | 20  | 17      | 20     | 57     |
| 3   | Finlandia                 | 18  | 21      | 19     | 58     |
| 4   | Ungheria                  | 16  | 12      | 11     | 39     |
| 5   | Russia                    | 12  | 7       | 7      | 26     |
| 6   | Turchia                   | 11  | 6       | 7      | 24     |
| 7   | Bulgaria                  | 9   | 14      | 9      | 32     |
| 8   | Cuba                      | 7   | 5       | 2      | 14     |
| 9   | Corea del Sud             | 7   | 2       | 7      | 16     |
| 10  | Romania                   | 6   | 8       | 13     | 28     |
| 11  | Italia                    | 6   | 4       | 9      | 19     |
| 12  | Polonia                   | 5   | 8       | 7      | 20     |
| 13  | Germania                  | 4   | 10      | 6      | 20     |
| 14  | Giappone                  | 4   | 6       | 3      | 13     |
| 15  | Stati Uniti               | 3   | 6       | 6      | 15     |
| 16  | Jugoslavia                | 3   | 5       | 4      | 12     |
| 17  | Squadra Unificata         | 3   | 3       | 3      | 9      |
| 18  | Estonia                   | 3   | 1       | 4      | 8      |
| 19  | Iran                      | 3   | 1       | 3      | 7      |
| 20  | Egitto                    | 2   | 3       | 2      | 7      |
| 21  | Francia                   | 2   | 2       | 4      | 8      |
| 22  | Armenia                   | 2   | 2       | 3      | 7      |
| 23  | Germania Est              | 2   | 2       | 1      | 5      |
| 24  | Norvegia                  | 2   | 1       | 2      | 5      |
| 25  | Cecoslovacchia            | 1   | 6       | 4      | 11     |
| 26  | Grecia                    | 1   | 3       | 5      | 9      |
| 27  | Azerbaigian               | 1   | 3       | 3      | 7      |
| 28  | Germania Ovest            | 1   | 3       | 1      | 5      |
| 29  | Georgia                   | 1   | 2       | 4      | 7      |
| 30  | Ucraina                   | 1   | 2       | 2      | 5      |
| 31  | Kazakistan                | 1   | 1       | 4      | 6      |
| 32  | Uzbekistan                | 1   | 0       | 1      | 2      |
| 33  | Serbia                    | 1   | 0       | 0      | 1      |
| 34  | Squadra Unificata Tedesca | 0   | 4       | 3      | 7      |
| 35  | Danimarca                 | 0   | 3       | 6      | 9      |
| 36  | Bielorussia               | 0   | 2       | 5      | 7      |
| 37  | Libano                    | 0   | 1       | 2      | 3      |
| 38  | Cina                      | 0   | 1       | 1      | 2      |
| 38  | Kirghizistan              | 0   | 1       | 1      | 2      |
| 40  | Lettonia                  | 0   | 1       | 0      | 1      |
| 40  | Messico                   | 0   | 1       | 0      | 1      |
| 42  | Lituania                  | 0   | 0       | 2      | 2      |
| 43  | Austria                   | 0   | 0       | 1      | 1      |
| 43  | Corea del Nord            | 0   | 0       | 1      | 1      |
| 43  | Moldavia                  | 0   | 0       | 1      | 1      |
| 43  | Svizzera                  | 0   | 0       | 1      | 1      |

## Albo d'oro

### Pesi mosca leggeri
- -48 kg: 1972–1996

Attualmente escluso dal programma olimpico.
| Edizione                                        | Oro                                             | Argento                                 | Bronzo                                  |
| ----------------------------------------------- | ----------------------------------------------- | --------------------------------------- | --------------------------------------- |
| Monaco di Baviera 1972                          | Gheorghe Berceanu                               | Rahim Aliabadi                          | Stefan Angelov                          |
| Montréal 1976                                   | Aleksej Šumakov                                 | Gheorghe Berceanu                       | Stefan Angelov                          |
| Mosca 1980                                      | Žaksylyk Uškempirov                             | Constantin Alexandru                    | Ferenc Seres                            |
| Los Angeles 1984                                | Vincenzo Maenza                                 | Markus Scherer                          | Ikuzō Saitō                             |
| Seul 1988                                       | Vincenzo Maenza                                 | Andrzej Głąb                            | Bratan Cenov                            |
| Barcellona 1992                                 | Oleh Kučerenko                                  | Vincenzo Maenza                         | Wilber Sánchez                          |
| Atlanta 1996                                    | Sim Kwon-ho                                     | Aljaksandr Paŭlaŭ                       | Zafar Guliev                            |
| Atleta meglio premiato: Vincenzo Maenza (2/1/0) | Atleta meglio premiato: Vincenzo Maenza (2/1/0) | Nazione meglio premiata: Italia (2/1/0) | Nazione meglio premiata: Italia (2/1/0) |

### Pesi mosca
- -52 kg: 1948–1996
- -54 kg: 2000

Attualmente escluso dal programma olimpico.
| Edizione                                                    | Oro | Argento                                           | Bronzo                                            |
| ----------------------------------------------------------- | --- | ------------------------------------------------- | ------------------------------------------------- |
| Londra 1948                                                 | Pietro Lombardi | Kenan Olcay                                       | Reino Kangasmäki                                  |
| Helsinki 1952                                               | [[File: Flag of the Soviet Union (1936 – 1955).svg\|class=noviewer\| Unione Sovietica (bandiera)\|border\|20x16px]] Boris Gurevič | Ignazio Fabra                                     | Leo Honkala                                       |
| Melbourne 1956                                              | Nikolaj Solov'ëv | Ignazio Fabra                                     | Dursun Ali Eğribaş                                |
| Roma 1960                                                   | Dumitru Pârvulescu | Osman El-Sayed                                    | Moḥammad Paziraey̰                                 |
| Tokyo 1964                                                  | Tsutomu Hanahara | Angel Kerezov                                     | Dumitru Pârvulescu                                |
| Città del Messico 1968                                      | Petăr Kirov | Vladimir Bakulin                                  | Miroslav Zeman                                    |
| Monaco di Baviera 1972                                      | Petăr Kirov | Koichiro Hirayama                                 | Giuseppe Bognanni                                 |
| Montréal 1976                                               | Vitalij Konstantinov | Nicu Gingă                                        | Koichiro Hirayama                                 |
| Mosca 1980                                                  | Vakht'ang Blagidze | Lajos Rácz                                        | Mladen Mladenov                                   |
| Los Angeles 1984                                            | Atsuji Miyahara | Daniel Aceves                                     | Bang Dae-du                                       |
| Seul 1988                                                   | Jon Rønningen | Atsuji Miyahara                                   | Lee Jae-suk                                       |
| Barcellona 1992                                             | Jon Rønningen | Alfred Ter-Mkrtčyan                               | Min Kyung-gap                                     |
| Atlanta 1996                                                | Armen Nazaryan | Brandon Paulson                                   | Andrij Kalašnykov                                 |
| Sydney 2000                                                 | Sim Kwon-ho | Lázaro Rivas                                      | Kang Yong-gyun                                    |
| Atleta meglio premiato: Petăr Kirov e Jon Rønningen (2/0/0) | Atleta meglio premiato: Petăr Kirov e Jon Rønningen (2/0/0)                                                                       | Nazione meglio premiata: Unione Sovietica (4/1/0) | Nazione meglio premiata: Unione Sovietica (4/1/0) |

### Pesi gallo
- -56 kg: 1924–1936
- -57 kg: 1948–1996
- -58 kg: 2000
- -55 kg: 2004–2012
- -59 kg: 2016
- -60 kg: 2020–

| Edizione                                      | Oro                                           | Argento                                   | Bronzo |
| --------------------------------------------- | --------------------------------------------- | ----------------------------------------- | --- |
| Parigi 1924                                   | Eduard Pütsep                                 | Anselm Ahlfors                            | Väinö Ikonen |
| Amsterdam 1928                                | Kurt Leucht                                   | Jindřich Maudr                            | Giovanni Gozzi |
| Los Angeles 1932                              | Jakob Brendel                                 | Marcello Nizzola                          | Louis François |
| Berlino 1936                                  | Márton Lõrincz                                | Egon Svensson                             | Jakob Brendel |
| Londra 1948                                   | Kurt Pettersén                                | Ali Mahmoud Hassan                        | Halil Kaya |
| Helsinki 1952                                 | Imre Hódos                                    | Zakaryạ Cẖihạb                            | [[File: Flag of the Soviet Union (1936 – 1955).svg\|class=noviewer\| Unione Sovietica (bandiera)\|border\|20x16px]] Artëm Terjan |
| Melbourne 1956                                | Konstantin Vyrupaev                           | Edvin Vesterby                            | Francisc Horvath |
| Roma 1960                                     | Oleg Karavaev                                 | Ion Cernea                                | Dinko Petrov |
| Tokyo 1964                                    | Masamitsu Ichiguchi                           | Vladlen Trostjans'kij                     | Ion Cernea |
| Città del Messico 1968                        | János Varga                                   | Ion Baciu                                 | Ivan Kochergin |
| Monaco di Baviera 1972                        | Rustem Kazakov                                | Hans-Jürgen Veil                          | Risto Björlin |
| Montréal 1976                                 | Pertti Ukkola                                 | Ivan Frgić                                | Farchat Mustafin |
| Mosca 1980                                    | Šamil Serikov                                 | Józef Lipień                              | Benni Ljungbeck |
| Los Angeles 1984                              | Pasquale Passarelli                           | Masaki Eto                                | Charalambos Cholidīs |
| Seul 1988                                     | András Sike                                   | Stojan Balov                              | Charalambos Cholidīs |
| Barcellona 1992                               | An Han-bong                                   | Rıfat Yıldız                              | Sheng Zetian |
| Atlanta 1996                                  | Jurij Mel'ničenko                             | Dennis Hall                               | Sheng Zetian |
| Sydney 2000                                   | Armen Nazaryan                                | Kim In-sub                                | Sheng Zetian |
| Atene 2004                                    | István Majoros                                | Gejdar Mamedaliev                         | Artiom Kiouregkian |
| Pechino 2008                                  | Nazir Mankiev                                 | Rövşən Bayramov                           | Ṙoman Amoyan |
| Pechino 2008                                  | Nazir Mankiev                                 | Rövşən Bayramov                           | Park Eun-chul |
| Londra 2012                                   | Hamid Sourian                                 | Rövşən Bayramov                           | Mingijan Semënov |
| Londra 2012                                   | Hamid Sourian                                 | Rövşən Bayramov                           | Péter Módos |
| Rio de Janeiro 2016                           | Ismael Borrero                                | Shinobu Ōta                               | El'murat Tasmuradov |
| Rio de Janeiro 2016                           | Ismael Borrero                                | Shinobu Ōta                               | Stig-André Berge |
| Tokyo 2020                                    | Luis Orta                                     | Ken'ichirō Fumita                         | Walihan Sailike |
| Tokyo 2020                                    | Luis Orta                                     | Ken'ichirō Fumita                         | Sergej Emelin |
| Parigi 2024                                   | Ken'ichirō Fumita                             | Cao Liguo                                 | Zholaman Sharshenbekov |
| Parigi 2024                                   | Ken'ichirō Fumita                             | Cao Liguo                                 | Ri Se-ung |
| Atleta meglio premiato: Jakob Brendel (1/0/1) | Atleta meglio premiato: Jakob Brendel (1/0/1) | Nazione meglio premiata: Ungheria (5/0/1) | Nazione meglio premiata: Ungheria (5/0/1)                                                                                        |

### Pesi piuma
- -60 kg: 1912–1920
- -62 kg: 1924–1928
- -61 kg: 1932–1960
- -63 kg: 1964–1968
- -62 kg: 1972–1992
- -63 kg: 1996–2004
- -60 kg: 2008–2012

Attualmente escluso dal programma olimpico.
| Edizione                                    | Oro | Argento                                  | Bronzo                                   |
| ------------------------------------------- | --- | ---------------------------------------- | ---------------------------------------- |
| Stoccolma 1912                              | Kaarlo Koskelo | Georg Gerstäcker                         | Otto Lasanen                             |
| Anversa 1920                                | Oskari Friman | Heikki Kähkönen                          | Fritiof Svensson                         |
| Parigi 1924                                 | Kalle Anttila | Aleksanteri Toivola                      | Erik Malmberg                            |
| Amsterdam 1928                              | Voldemar Väli | Erik Malmberg                            | Girolamo Quaglia                         |
| Los Angeles 1932                            | Giovanni Gozzi | Wolfgang Ehrl                            | Lauri Koskela                            |
| Berlino 1936                                | Yaşar Erkan | Aarne Reini                              | Einar Karlsson                           |
| Londra 1948                                 | Mehmet Oktav | Olle Anderberg                           | Ferenc Tóth                              |
| Helsinki 1952                               | [[File: Flag of the Soviet Union (1936 – 1955).svg\|class=noviewer\| Unione Sovietica (bandiera)\|border\|20x16px]] Jakov Punkin | Imre Polyák                              | Abdel Aal Rashid                         |
| Melbourne 1956                              | Rauno Mäkinen | Imre Polyák                              | Roman Dzneladze                          |
| Roma 1960                                   | Müzahir Sille | Imre Polyák                              | Konstantin Vyrupaev                      |
| Tokyo 1964                                  | Imre Polyák | Roman Rurua                              | Branislav Martinović                     |
| Città del Messico 1968                      | Roman Rurua | Hideo Fujimoto                           | Simion Popescu                           |
| Monaco di Baviera 1972                      | Georgi Mărkov | Heinz-Helmut Wehling                     | Kazimierz Lipień                         |
| Montréal 1976                               | Kazimierz Lipień | Nelson Davt'yan                          | László Réczi                             |
| Mosca 1980                                  | Stelios Mygiakīs | István Tóth                              | Boris Kramarenko                         |
| Los Angeles 1984                            | Kim Weon-kee | Kent-Olle Johansson                      | Hugo Dietsche                            |
| Seul 1988                                   | Kamandar Madžydaŭ | Živko Vangelov                           | An Dae-hyun                              |
| Barcellona 1992                             | Mehmet Âkif Pirim | Sjarhej Martynaŭ                         | Juan Marén                               |
| Atlanta 1996                                | Włodzimierz Zawadzki | Juan Marén                               | Mehmet Âkif Pirim                        |
| Sydney 2000                                 | Varteres Samurgašev | Juan Marén                               | Akaki Chachua                            |
| Atene 2004                                  | Jeong Ji-hyeon | Roberto Monzón                           | Armen Nazaryan                           |
| Pechino 2008                                | Islam-Beka Al'biev | Nurbakyt Tengizbaev                      | Sheng Jiang                              |
| Pechino 2008                                | Islam-Beka Al'biev | Nurbakyt Tengizbaev                      | Ruslan Tümönbaev                         |
| Londra 2012                                 | Omid Norouzi | Revaz Lashkhi                            | Zaur Kuramagomedov                       |
| Londra 2012                                 | Omid Norouzi | Revaz Lashkhi                            | Ryutaro Matsumoto                        |
| Atleta meglio premiato: Imre Polyák (1/3/0) | Atleta meglio premiato: Imre Polyák (1/3/0)                                                                                      | Nazione meglio premiata: Turchia (4/0/1) | Nazione meglio premiata: Turchia (4/0/1) |

### Pesi leggeri
- -66,6 kg: 1908
- -67,5 kg: 1912–1928
- -66 kg: 1932–1936
- -67 kg: 1948–1960
- -70 kg: 1964–1968
- -68 kg: 1972–1996
- -69 kg: 2000–2004
- -66 kg: 2008–2016
- -67 kg: 2020–

| Edizione                                  | Oro | Argento                                           | Bronzo                                            |
| ----------------------------------------- | --- | ------------------------------------------------- | ------------------------------------------------- |
| Atene 1906                                | Rudolf Watzl | Carl Carlsen                                      | Ferenc Holubán                                    |
| Londra 1908                               | Enrico Porro | Nikolaj Orlov                                     | Arvid Lindén                                      |
| Stoccolma 1912                            | Emil Väre | Gustaf Malmström                                  | Edvin Mattiasson                                  |
| Anversa 1920                              | Emil Väre | Taavi Tamminen                                    | Frithjof Andersen                                 |
| Parigi 1924                               | Oskari Friman | Lajos Keresztes                                   | Källe Westerlund                                  |
| Amsterdam 1928                            | Lajos Keresztes | Eduard Sperling                                   | Edvard Westerlund                                 |
| Los Angeles 1932                          | Erik Malmberg | Abraham Kurland                                   | Eduard Sperling                                   |
| Berlino 1936                              | Lauri Koskela | Jozef Herda                                       | Voldemar Väli                                     |
| Londra 1948                               | Gustav Freij | Aage Eriksen                                      | Károly Ferencz                                    |
| Helsinki 1952                             | [[File: Flag of the Soviet Union (1936 – 1955).svg\|class=noviewer\| Unione Sovietica (bandiera)\|border\|20x16px]] Šazam Safin | Gustav Freij                                      | Mikuláš Athanasov                                 |
| Melbourne 1956                            | Kyösti Lehtonen | Riza Doğan                                        | Gyula Tóth                                        |
| Roma 1960                                 | Avtandil Koridze | Branislav Martinović                              | Gustav Freij                                      |
| Tokyo 1964                                | Kazım Ayvaz | Valeriu Bularca                                   | Davit Gvantseladze                                |
| Città del Messico 1968                    | Muneji Munemura | Stevan Horvat                                     | Petros Galaktopoulos                              |
| Monaco di Baviera 1972                    | Šamil' Chisamutdinov | Stojan Apostolov                                  | Gian Matteo Ranzi                                 |
| Montréal 1976                             | Suren Nalbandyan | Ştefan Rusu                                       | Heinz-Helmut Wehling                              |
| Mosca 1980                                | Ştefan Rusu | Andrzej Supron                                    | Lars-Erik Skiöld                                  |
| Los Angeles 1984                          | Vlado Lisjak | Tapio Sipilä                                      | James Martinez                                    |
| Seul 1988                                 | Lewon J̌oulfalakyan | Kim Sung-moon                                     | Tapio Sipilä                                      |
| Barcellona 1992                           | Attila Repka | İslam Duquçiyev                                   | Rodney Smith                                      |
| Atlanta 1996                              | Ryszard Wolny | Ghani Yalouz                                      | Aleksandr Tret'jakov                              |
| Sydney 2000                               | Filiberto Azcuy | Katsuhiko Nagata                                  | Aleksej Gluškov                                   |
| Atene 2004                                | Fərid Mansurov | Şeref Eroğlu                                      | Mxit'ar Manukyan                                  |
| Pechino 2008                              | Steeve Guénot | Kanatbek Begaliev                                 | Michail Sjamënaŭ                                  |
| Pechino 2008                              | Steeve Guénot | Kanatbek Begaliev                                 | Armen Vardanyan                                   |
| Londra 2012                               | Kim Hyeon-woo | Tamás Lőrincz                                     | Manuchar Tskhadaia                                |
| Londra 2012                               | Kim Hyeon-woo | Tamás Lőrincz                                     | Steeve Guénot                                     |
| Rio de Janeiro 2016                       | Davor Štefanek | Mihran Harutiunian                                | Šmagi Bolkvadze                                   |
| Rio de Janeiro 2016                       | Davor Štefanek | Mihran Harutiunian                                | Rəsul Çunayev                                     |
| Tokyo 2020                                | Mohammad Reza Geraei | Parviz Nasibov                                    | Frank Stäbler                                     |
| Tokyo 2020                                | Mohammad Reza Geraei | Parviz Nasibov                                    | Mohamed El Sayed                                  |
| Parigi 2024                               | Saeid Esmaeili | Parviz Nasibov                                    | Hasrat Jafarov                                    |
| Parigi 2024                               | Saeid Esmaeili | Parviz Nasibov                                    | Luis Orta                                         |
| Atleta meglio premiato: Emil Väre (2/0/0) | Atleta meglio premiato: Emil Väre (2/0/0)                                                                                       | Nazione meglio premiata: Unione Sovietica (5/0/1) | Nazione meglio premiata: Unione Sovietica (5/0/1) |

### Pesi welter
- -72 kg: 1932–1936
- -73 kg: 1948–1960
- -78 kg: 1964–1996
- -76 kg: 2000–2004
- -74 kg: 2008–2012
- -75 kg: 2016
- -77 kg: 2020–

| Edizione                                                     | Oro                                                          | Argento                                 | Bronzo                                  |
| ------------------------------------------------------------ | ------------------------------------------------------------ | --------------------------------------- | --------------------------------------- |
| Los Angeles 1932                                             | Ivar Johansson                                               | Väinö Kajander                          | Ercole Gallegati                        |
| Berlino 1936                                                 | Rudolf Svedberg                                              | Fritz Schäfer                           | Eino Virtanen                           |
| Londra 1948                                                  | Gösta Andersson                                              | Miklós Szilvásy                         | Henrik Hansen                           |
| Helsinki 1952                                                | Miklós Szilvásy                                              | Gösta Andersson                         | Kẖalil Ṭaha                             |
| Melbourne 1956                                               | Mithat Bayrak                                                | Vladimir Maneev                         | Per Gunnar Berlin                       |
| Roma 1960                                                    | Mithat Bayrak                                                | Günther Maritschnigg                    | René Schiermeyer                        |
| Tokyo 1964                                                   | Anatolij Kolesov                                             | Kiril Petkov                            | Bertil Nyström                          |
| Città del Messico 1968                                       | Rudolf Vesper                                                | Daniel Robin                            | Károly Bajkó                            |
| Monaco di Baviera 1972                                       | Vítězslav Mácha                                              | Petros Galaktopoulos                    | Jan Karlsson                            |
| Montréal 1976                                                | Anatolij Bykov                                               | Vítězslav Mácha                         | Karl-Heinz Helbing                      |
| Mosca 1980                                                   | Ferenc Kocsis                                                | Anatolij Bykov                          | Mikko Huhtala                           |
| Los Angeles 1984                                             | Jouko Salomäki                                               | Roger Tallroth                          | Ștefan Rusu                             |
| Seul 1988                                                    | Kim Young-nam                                                | Däūlet Turlychanov                      | Józef Tracz                             |
| Barcellona 1992                                              | Mnac'akan Iskandaryan                                        | Józef Tracz                             | Torbjörn Kornbakk                       |
| Atlanta 1996                                                 | Filiberto Azcuy                                              | Marko Asell                             | Józef Tracz                             |
| Sydney 2000                                                  | Murat Kardanov                                               | Matt Lindland                           | Marko Yli-Hannuksela                    |
| Atene 2004                                                   | Aleksandr Dokturišvili                                       | Marko Yli-Hannuksela                    | Varteres Samurgašev                     |
| Pechino 2008                                                 | Manuchar K'virk'velia                                        | Chang Yongxiang                         | Christophe Guénot                       |
| Pechino 2008                                                 | Manuchar K'virk'velia                                        | Chang Yongxiang                         | Javor Janakiev                          |
| Londra 2012                                                  | Roman Vlasov                                                 | Arsen Julfalakyan                       | Aleksandr Kazakevič                     |
| Londra 2012                                                  | Roman Vlasov                                                 | Arsen Julfalakyan                       | Emin Əhmədov                            |
| Rio de Janeiro 2016                                          | Roman Vlasov                                                 | Mark Madsen                             | Kim Hyeon-woo                           |
| Rio de Janeiro 2016                                          | Roman Vlasov                                                 | Mark Madsen                             | Saeid Abdevali                          |
| Tokyo 2020                                                   | Tamás Lőrincz                                                | Akzhol Makhmudov                        | Rafiq Hüseynov                          |
| Tokyo 2020                                                   | Tamás Lőrincz                                                | Akzhol Makhmudov                        | Shohei Yabiku                           |
| Parigi 2024                                                  | Nao Kusaka                                                   | Demeu Zhadrayev                         | Malkhas Amoyan                          |
| Parigi 2024                                                  | Nao Kusaka                                                   | Demeu Zhadrayev                         | Akzhol Makhmudov                        |
| Atleta meglio premiato: Mithat Bayrak e Roman Vlasov (2/0/0) | Atleta meglio premiato: Mithat Bayrak e Roman Vlasov (2/0/0) | Nazione meglio premiata: Svezia (3/1/3) | Nazione meglio premiata: Svezia (3/1/3) |

### Pesi medi
- -73 kg: 1908
- -75 kg: 1912–1920
- -79 kg: 1924–1960
- -87 kg: 1964–1968
- -82 kg: 1972–1996
- -85 kg: 2000–2004
- -84 kg: 2008–2012
- -85 kg: 2016
- -87 kg: 2020–

| Edizione                                                       | Oro                                                            | Argento                                 | Bronzo |
| -------------------------------------------------------------- | -------------------------------------------------------------- | --------------------------------------- | --- |
| Atene 1906                                                     | Verner Weckman                                                 | Rudolf Lindmayer                        | Robert Behrens |
| Londra 1908                                                    | Frithiof Mårtensson                                            | Mauritz Andersson                       | Anders Andersen |
| Stoccolma 1912                                                 | Claes Johanson                                                 | Martin Klein                            | Alfred Asikainen |
| Anversa 1920                                                   | Carl Westergren                                                | Arthur Lindfors                         | Masa Perttilä |
| Parigi 1924                                                    | Edvard Westerlund                                              | Arthur Lindfors                         | Roman Steinberg |
| Amsterdam 1928                                                 | Väinö Kokkinen                                                 | László Papp                             | Albert Kusnets |
| Los Angeles 1932                                               | Väinö Kokkinen                                                 | Jean Földeák                            | Axel Cadier |
| Berlino 1936                                                   | Ivar Johansson                                                 | Ludwig Schweickert                      | József Palotás |
| Londra 1948                                                    | Axel Grönberg                                                  | Muhlis Tayfur                           | Ercole Gallegati |
| Helsinki 1952                                                  | Axel Grönberg                                                  | Kalervo Rauhala                         | [[File: Flag of the Soviet Union (1936 – 1955).svg\|class=noviewer\| Unione Sovietica (bandiera)\|border\|20x16px]] Nikolaj Belov |
| Melbourne 1956                                                 | Givi K'art'ozia                                                | Dimitǎr Dobrev                          | Rune Jansson |
| Roma 1960                                                      | Dimitǎr Dobrev                                                 | Lothar Metz                             | Ion Țăranu |
| Tokyo 1964                                                     | Branislav Simić                                                | Jiří Kormaník                           | Lothar Metz |
| Città del Messico 1968                                         | Lothar Metz                                                    | Valentin Olenik                         | Branislav Simić |
| Monaco di Baviera 1972                                         | Csaba Hegedűs                                                  | Anatolij Nazarenko                      | Milan Nenadić |
| Montréal 1976                                                  | Momir Petković                                                 | Vladimir Čeboksarov                     | Ivan Kolev |
| Mosca 1980                                                     | Gennadij Korban                                                | Jan Dołgowicz                           | Pavel Pavlov |
| Los Angeles 1984                                               | Ion Draica                                                     | Dīmītrīos Thanopoulos                   | Sören Claeson |
| Seul 1988                                                      | Michail Mamiašvili                                             | Tibor Komáromi                          | Kim Sang-kyu |
| Barcellona 1992                                                | Péter Farkas                                                   | Piotr Stępień                           | Däūlet Turlychanov |
| Atlanta 1996                                                   | Hamza Yerlikaya                                                | Thomas Zander                           | Valeryj Cylen'c' |
| Sydney 2000                                                    | Hamza Yerlikaya                                                | Sándor Bárdosi                          | Mukhran Vakht'angadze |
| Atene 2004                                                     | Aleksej Mišin                                                  | Ara Abrahamian                          | Vjačaslaŭ Makaranka |
| Pechino 2008                                                   | Andrea Minguzzi                                                | Zoltán Fodor                            | Nazmi Avluca |
| Pechino 2008                                                   | Andrea Minguzzi                                                | Zoltán Fodor                            | Ara Abrahamian |
| Londra 2012                                                    | Alan Chugaev                                                   | Karam Gaber                             | Danījal Gadžīev |
| Londra 2012                                                    | Alan Chugaev                                                   | Karam Gaber                             | Damian Janikowski |
| Rio de Janeiro 2016                                            | Davit Čakvetadze                                               | Žan Belenjuk                            | Džavid Hamzatov |
| Rio de Janeiro 2016                                            | Davit Čakvetadze                                               | Žan Belenjuk                            | Denis Maksymilian Kudla |
| Tokyo 2020                                                     | Žan Belenjuk                                                   | Viktor Lőrincz                          | Denis Maksymilian Kudla |
| Tokyo 2020                                                     | Žan Belenjuk                                                   | Viktor Lőrincz                          | Zurab Datunashvili |
| Parigi 2024                                                    | Semen Novikov                                                  | Alireza Mohmadi                         | Turpal Bisultanov |
| Parigi 2024                                                    | Semen Novikov                                                  | Alireza Mohmadi                         | Žan Belenjuk |
| Atleta meglio premiato: Kokkinen, Grönberg e Yerlikaya (2/0/0) | Atleta meglio premiato: Kokkinen, Grönberg e Yerlikaya (2/0/0) | Nazione meglio premiata: Svezia (6/2/3) | Nazione meglio premiata: Svezia (6/2/3)                                                                                           |

### Pesi massimi leggeri
- -80 kg: 1908–1920
- -87 kg: 1924–1960
- -97 kg: 1964–1968
- -90 kg: 1972–1996

Attualmente escluso dal programma olimpico.
| Edizione                                                       | Oro                                                            | Argento | Bronzo                                  |
| -------------------------------------------------------------- | -------------------------------------------------------------- | --- | --------------------------------------- |
| Londra 1908                                                    | Verner Weckman                                                 | Yrjö Saarela | Carl Jensen                             |
| Stoccolma 1912                                                 | —                                                              | Anders Ahlgren | Béla Varga                              |
| Stoccolma 1912                                                 | —                                                              | Ivar Böhling | Béla Varga                              |
| Anversa 1920                                                   | Claes Johanson                                                 | Edil Rosenqvist | Johannes Eriksen                        |
| Parigi 1924                                                    | Carl Westergren                                                | Rudolf Svensson | Onni Pellinen                           |
| Amsterdam 1928                                                 | Ibrahim Moustafa                                               | Adolf Rieger | Onni Pellinen                           |
| Los Angeles 1932                                               | Rudolf Svensson                                                | Onni Pellinen | Mario Gruppioni                         |
| Berlino 1936                                                   | Axel Cadier                                                    | Edvīns Bietags | August Neo                              |
| Londra 1948                                                    | Karl-Erik Nilsson                                              | Kelpo Gröndahl | Ibrahim Orabi                           |
| Helsinki 1952                                                  | Kelpo Gröndahl                                                 | [[File: Flag of the Soviet Union (1936 – 1955).svg\|class=noviewer\| Unione Sovietica (bandiera)\|border\|20x16px]] Šalva Čichladze | Karl-Erik Nilsson                       |
| Melbourne 1956                                                 | Valentin Nikolajev                                             | Petko Sirakov | Karl-Erik Nilsson                       |
| Roma 1960                                                      | Tevfik Kış                                                     | Krali Bimbalov | Givi K'art'ozia                         |
| Tokyo 1964                                                     | Bojan Radev                                                    | Per Svensson | Heinz Kiehl                             |
| Città del Messico 1968                                         | Bojan Radev                                                    | Nikolaj Jakovenko | Nicolae Martinescu                      |
| Monaco di Baviera 1972                                         | Valerij Rezancev                                               | Josip Čorak | Czesław Kwieciński                      |
| Montréal 1976                                                  | Valerij Rezancev                                               | Stojan Ivanov | Czesław Kwieciński                      |
| Mosca 1980                                                     | Norbert Növényi                                                | Ihar Kanihin | Petre Dicu                              |
| Los Angeles 1984                                               | Steve Fraser                                                   | Ilie Matei | Frank Andersson                         |
| Seul 1988                                                      | Atanas Komšev                                                  | Harri Koskela | Vladimir Popov                          |
| Barcellona 1992                                                | Maik Bullmann                                                  | Hakkı Başar | Gogi Kóghuashvili                       |
| Atlanta 1996                                                   | V"jačeslav Olijnyk                                             | Jacek Fafiński | Maik Bullmann                           |
| Atleta meglio premiato: Bojan Radev e Valerij Rezancev (2/0/0) | Atleta meglio premiato: Bojan Radev e Valerij Rezancev (2/0/0) | Nazione meglio premiata: Svezia (5/3/3)                                                                                             | Nazione meglio premiata: Svezia (5/3/3) |

### Pesi massimi
- nessun limite: 1896
- +82,5 kg: 1908–1928
- +87 kg: 1932–1968
- -100 kg: 1972–1996
- -97 kg: 2000–2004
- -96 kg: 2008–2012
- -98 kg: 2016
- -97 kg: 2020–

| Edizione                                                       | Oro | Argento                                           | Bronzo                                            |
| -------------------------------------------------------------- | --- | ------------------------------------------------- | ------------------------------------------------- |
| Atene 1896                                                     | Carl Schuhmann | Geōrgios Tsitas                                   | Stefanos Christopoulos                            |
| Evento non incluso nel programma olimpico del 1900 e del 1904  | |                                                   |                                                   |
| Atene 1906                                                     | Søren Marinus Jensen | Henri Baur                                        | Marcel Dubois                                     |
| Londra 1908                                                    | Richárd Weisz | Aleksandr Petrov                                  | Søren Marinus Jensen                              |
| Stoccolma 1912                                                 | Yrjö Saarela | Johan Olin                                        | Søren Marinus Jensen                              |
| Anversa 1920                                                   | Adolf Lindfors | Poul Hansen                                       | Martti Nieminen                                   |
| Parigi 1924                                                    | Henri Deglane | Edil Rosenqvist                                   | Rajmund Badó                                      |
| Amsterdam 1928                                                 | Rudolf Svensson | Hjalmar Nyström                                   | Georg Gehring                                     |
| Los Angeles 1932                                               | Carl Westergren | Josef Urban                                       | Nikolaus Hirschl                                  |
| Berlino 1936                                                   | Kristjan Palusalu | John Nyman                                        | Kurt Hornfischer                                  |
| Londra 1948                                                    | Ahmet Kireççi | Tor Nilsson                                       | Guido Fantoni                                     |
| Helsinki 1952                                                  | [[File: Flag of the Soviet Union (1936 – 1955).svg\|class=noviewer\| Unione Sovietica (bandiera)\|border\|20x16px]] Johannes Kotkas | Josef Růžička                                     | Tauno Kovanen                                     |
| Melbourne 1956                                                 | Anatolij Parfënov | Wilfried Dietrich                                 | Adelmo Bulgarelli                                 |
| Roma 1960                                                      | Ivan Bogdan | Wilfried Dietrich                                 | Bohumil Kubát                                     |
| Tokyo 1964                                                     | István Kozma | Anatolij Roščin                                   | Wilfried Dietrich                                 |
| Città del Messico 1968                                         | István Kozma | Anatolij Roščin                                   | Petr Kment                                        |
| Monaco di Baviera 1972                                         | Nicolae Martinescu | Nikolaj Jakovenko                                 | Ferenc Kiss                                       |
| Montréal 1976                                                  | Nikolaj Balbošin | Kamen Goranov                                     | Andrzej Skrzydlewski                              |
| Mosca 1980                                                     | Georgi Rajkov | Roman Bierła                                      | Vasile Andrei                                     |
| Los Angeles 1984                                               | Vasile Andrei | Gregory Gibson                                    | Jožef Tertei                                      |
| Seul 1988                                                      | Andrzej Wroński | Gerhard Himmel                                    | Dennis Koslowski                                  |
| Barcellona 1992                                                | Héctor Milián | Dennis Koslowski                                  | Sjarhej Dzemjaškevič                              |
| Atlanta 1996                                                   | Andrzej Wroński | Sjarhej Lištvan                                   | Mikael Ljungberg                                  |
| Sydney 2000                                                    | Mikael Ljungberg | Davyd Saldadze                                    | Garrett Lowney                                    |
| Atene 2004                                                     | Karam Gaber | Ramaz Nozadze                                     | Mehmet Ozal                                       |
| Pechino 2008                                                   | Aslanbek Chuštov | Mirko Englich                                     | Marek Švec                                        |
| Pechino 2008                                                   | Aslanbek Chuštov | Mirko Englich                                     | Adam Wheeler                                      |
| Londra 2012                                                    | Ghasem Rezaei | Rustam Totrov                                     | Art'our Aleksanyan                                |
| Londra 2012                                                    | Ghasem Rezaei | Rustam Totrov                                     | Jimmy Lidberg                                     |
| Rio de Janeiro 2016                                            | Art'our Aleksanyan | Yasmany Lugo                                      | Cenk İldem                                        |
| Rio de Janeiro 2016                                            | Art'our Aleksanyan | Yasmany Lugo                                      | Ghasem Rezaei                                     |
| Tokyo 2020                                                     | Musa Evloev | Art'our Aleksanyan                                | Mohammad Hadi Saravi                              |
| Tokyo 2020                                                     | Musa Evloev | Art'our Aleksanyan                                | Tadeusz Michalik                                  |
| Parigi 2024                                                    | Mohammad Hadi Saravi | Art'our Aleksanyan                                | Gabriel Rosillo                                   |
| Parigi 2024                                                    | Mohammad Hadi Saravi | Art'our Aleksanyan                                | Uzur Dzhuzupbekov                                 |
| Atleta meglio premiato: István Kozma e Andrzej Wroński (2/0/0) | Atleta meglio premiato: István Kozma e Andrzej Wroński (2/0/0)                                                                      | Nazione meglio premiata: Unione Sovietica (4/3/0) | Nazione meglio premiata: Unione Sovietica (4/3/0) |

### Pesi supermassimi
- nessun limite: 1972–1984
- -130 kg: 1988–2000
- -120 kg: 2004–2012
- -130 kg: 2016–oggi

| Edizione                                           | Oro                                                | Argento                                                | Bronzo                                                 |
| -------------------------------------------------- | -------------------------------------------------- | ------------------------------------------------------ | ------------------------------------------------------ |
| Monaco di Baviera 1972                             | Anatolij Roščin                                    | Aleksandăr Tomov                                       | Victor Dolipschi                                       |
| Montréal 1976                                      | Oleksandr Kolčyns'kyj                              | Aleksandăr Tomov                                       | Roman Codreanu                                         |
| Mosca 1980                                         | Oleksandr Kolčyns'kyj                              | Aleksandăr Tomov                                       | Ḥassan Becẖạra                                         |
| Los Angeles 1984                                   | Jeff Blatnick                                      | Refik Memišević                                        | Victor Dolipschi                                       |
| Seul 1988                                          | Aleksandr Karelin                                  | Rangel Gerovski                                        | Tomas Johansson                                        |
| Barcellona 1992                                    | Aleksandr Karelin                                  | Tomas Johansson                                        | Ioan Grigoraș                                          |
| Atlanta 1996                                       | Aleksandr Karelin                                  | Matt Ghaffari                                          | Sergej Murejko                                         |
| Sydney 2000                                        | Rulon Gardner                                      | Aleksandr Karelin                                      | Dzmitryj Debelka                                       |
| Atene 2004                                         | Chasan Baroev                                      | Georgīj Curcumīa                                       | Rulon Gardner                                          |
| Pechino 2008                                       | Mijaín López-Núñez                                 | Mindaugas Mizgaitis                                    | Youri Patrikeev                                        |
| Pechino 2008                                       | Mijaín López-Núñez                                 | Mindaugas Mizgaitis                                    | Yannick Szczepaniak                                    |
| Londra 2012                                        | Mijaín López-Núñez                                 | Heiki Nabi                                             | Rıza Kayaalp                                           |
| Londra 2012                                        | Mijaín López-Núñez                                 | Heiki Nabi                                             | Johan Eurén                                            |
| Rio de Janeiro 2016                                | Mijaín López-Núñez                                 | Rıza Kayaalp                                           | Sabah Şariati                                          |
| Rio de Janeiro 2016                                | Mijaín López-Núñez                                 | Rıza Kayaalp                                           | Sergej Semënov                                         |
| Tokyo 2020                                         | Mijaín López-Núñez                                 | Iakob Kajaia                                           | Rıza Kayaalp                                           |
| Tokyo 2020                                         | Mijaín López-Núñez                                 | Iakob Kajaia                                           | Sergej Semënov                                         |
| Parigi 2024                                        | Mijaín López-Núñez                                 | Yasmani Acosta                                         | Meng Lingzhe                                           |
| Parigi 2024                                        | Mijaín López-Núñez                                 | Yasmani Acosta                                         | Amin Mirzazadeh                                        |
| Atleta meglio premiato: Mijaín López-Núñez (5/0/0) | Atleta meglio premiato: Mijaín López-Núñez (5/0/0) | Nazione meglio premiata: Unione Sovietica Cuba (5/0/0) | Nazione meglio premiata: Unione Sovietica Cuba (5/0/0) |